# Месиански юдаизъм
Месиански юдаизъм е съчетание от юдаизъм, християнство и еврейската месианска вяра в Исус, смесваща съвременни синкретични  религиозни движения.   Възниква през 60-те и 70-те години на миналия век. 
Много месиански евреи възприемат Танаха и Новия завет като свещени, вярвайки, че Исус е еврейският Месия  и е „Божият син“ в Троицата.  От юдейския Христос спасението се постига само чрез приемане на Исус за спасител, а еврейските закони или обичаи, които следват, не допринасят за спасението. Вярата в месианството на Христос, спасителната сила и божествеността са признати от еврейските власти като определящо разграничение между християнството и юдаизма. Обикновено протестантските групи приемат Християнският юдаизъм като форма на протестантството. Вярващите се приемат след покаяние и кръщение.
Много последователи на месианския юдаизъм са етнически евреи  и твърдят, че движението е секта на юдаизма. Много последователи използват еврейската дума maaminim (вярващи), вместо да се обръщат, за да се опишат, освен това последователите виждат себе си notzrim (християни), а като yehudim (евреи). Еврейските организации и израелският върховен съд отхвърлиха това твърдение по дела, свързани със Закона за завръщането, и вместо това приеха Християнският юдаизъм като форма на християнството.
Броят на юдейскомесианските храмове нарасна от 150 в САЩ през 2003 г. до 438 през 2007 г. Конгрегациите, разположени по целия свят, от които 100 са в Израел, обикновено са свързани с по-големи месиански еврейски организации или съюзи.  Към 2012 г. се изчислява, че в САЩ има 175 000 до 250 000 месиански евреи, 10 000 до 20 000 в Израел и общо 350 000 по целия свят.